# Adrien Duchesne de Gillevoisin
Pour les autres membres de la famille, voir Duchesne de Gillevoisin.
Pour les articles homonymes, voir Duc de Conegliano.
Claude Adrien Gustave Duchesne de Gillevoisin, 3e duc de Conegliano  (Paris, 14 novembre 1825 - Paris, 14 juin 1901), est un homme politique français du XIXe siècle.

## Biographie
Adrien Duchesne de Gillevoisin était le fils d'Alphonse Duchesne de Gillevoisin et le petit-fils du maréchal Moncey.
En 1855, il fut nommé chambellan de l'Empereur et, la même année, épousa la fille du baron Jacques Levavasseur, ancien député de la Seine-Inférieure, et de Louise Fontenilliat.
Candidat officiel du gouvernement impérial dans la 1re circonscription du Doubs, il fut élu, le 22 juin 1857, député au Corps législatif (Second Empire), avec 17 887 voix sur 20 022 votants et 40 679 inscrits contre 7 151 voix M. le général du Pouëy et 4 359 à M. de Montalembert.
Il siégea dans la majorité dynastique, et fut réélu, le 4 juin 1863, par 20 555 voix sur 31 089 votants et 43 799 inscrits, contre 9 022 voix à M. de Montalembert et 2 290 à M. de Jouffroy.
Durant ces législatures, il fit partie de plusieurs commissions, notamment de celle qui, en 1863, eut à approuver, une convention provisoire passée entre Louis Henri Armand Behic, ministre de l'agriculture, du commerce et des travaux publics et la Compagnie du chemin de fer Victor-Emmanuel.
Il échoua aux élections du 24 mai 1869, avec 18 033 voix contre 18 398 données au candidat de l'opposition, élu, Édouard Ordinaire.
En 1889, il résidait à Paris, 64, rue Pierre Charron.

### Vie familiale
Fils de Alphonse Duchesne de Gillevoisin (30 décembre 1798 - Paris ✝ 19 février 1878 - Paris), 2e duc de Conegliano et de Jeanne Jannot de Moncey de Conegliano (12 août 1807 - Moncey ✝ octobre 1852), Adrien épousa le 9 mai 1857 Anne (dite Jenny) Le Vavasseur (28 juin 1837 - Rouen ✝ 1er juillet 1918 - Paris), fille de Jacques (dit James) Le Vavasseur (14 décembre 1801 - Rouen ✝ 27 août 1885 - château de Sainte-Geneviève (Seine-Inférieure), 2e baron Le Vavasseur (2 mai 1843), vice-président de la Chambre de Commerce de Rouen, membre du Conseil général de la Seine-inférieure, Chevalier de la Légion d'honneur, et de Marie Anne Louise Fontenilliat (fille d’Édouard Fontenilliat).
Ensemble, ils eurent :
- Hélène Louise Eugénie Duchesne de Gillevoisin de Conegliano (11 juin 1858 - Paris ✝ 26 janvier 1917 - Paris), mariée le 16 février 1879 avec Armand de Gramont (30 janvier 1854 - Turin ✝ 1er juin 1931 - Paris VIIIe), duc de Lesparre, fils de Agénor de Gramont (1819-1880), dont :
  - Agénor de Gramont  sans union ni postérié ;
  - Emma Antoinette Hélène Louise de Gramont de Lesparre (3 octobre 1883 - Baillon ✝ 1er octobre 1958 - L'Haÿ-les-Roses), mariée le 11 juin 1904 avec Charles Louis Pierre d'Arenberg (14 août 1871 - Menetou-Salon  ✝ 3 août 1919 - Paris VIIIe), dont postérité (les ducs (français) d'Arenberg) ;
  - Antoine Adrien Louis Armand de Gramont de Lesparre (12 mai 1885 - Paris ✝ 26 septembre 1915 - Neuville-Saint-Vaast (Pas-de-Calais)), capitaine au 274e régiment d'infanterie, mort pour la France, sans union ni postérié ;
  - Antoine Bon Jacques Alfred de Gramont-Moncey de Conegliano (29 mai 1889 - Paris ✝ 12 novembre 1971 - Lhomme (Sarthe)), duc de Lesparre, député de la Sarthe, autorisé par décret du 11 août 1913 à relever le nom de Moncey de Conegliano, marié avec Mlle Roussel de Courcy, dont :
    - Arnaud Antoine Aimery Adrien de Gramont-Moncey de Conegliano (24 mars 1928 - Paris ✝ 22 janvier 1982 - Le Mans), 6e duc de Lesparre, marié, dont :
      - Armelle Antoinette Geneviève de Gramont-Moncey de Conegliano de Lesparre (née le 29 juin 1952 - Inezgane (Maroc)) ;
      - Aimery Antoine Henry Albert de Gramont-Moncey de Conegliano de Lesparre (né le 28 juillet 1953 - Agadir (Maroc)), 7e duc de Lesparre, professeur de médecine, marié, dont :
        - Armand Arnaud Robert (né le 17 janvier 1977 - Paris), marié ;
        - Anne Laure Lucette Denise (née le 3 décembre 1977 - Paris), mariée ;
        - Aude-Marie Jacqueline Françoise (24 septembre 1979 - Paris), mariée ;
        - Adrien (né le 11 septembre 1982 - Québec), marié ;
        - Aurélie Antoinette Denise (5 mars 1985 - Nogent-sur-Marne), mariée ;
        - Alyette Marie Michèle (née le 17 août 1986 - Vannes) ;

      - Alain Armand Adrien Jean de Gramont-Moncey de Conegliano de Lesparre (né le 28 septembre 1956 - Paris)
      - Anne Hélène Marie Jacqueline de Gramont-Moncey de Conegliano de Lesparre (née le 18 novembre 1964 - Le Mans).

## Publications
- Adrien Duchesne de Gillevoisin de Conegliano, Le Second Empire : La maison de l'empereur, 1891 (lire en ligne) ;

## Fonctions
- Chambellan de Napoléon III (1855) ;
- Conseiller général du Doubs (1856) ;
- Député du Doubs au Corps législatif (1857-1869) :
  - Secrétaire du Corps législatif (1867-1869).

## Titres
- Marquis de Conegliano ;
- 3e baron de Gillevoisin (Janville-sur-Juine), ;
- 3e duc de Conegliano.

## Distinctions
- Officier de la Légion d'honneur (14 aout 1868)
- Grand officier de l'ordre de la Couronne de chêne (Luxembourg) ;
- Grand-officier de l'ordre de l'Osmanié (Empire ottoman) ;
- Commandeur de l'Ordre des Saints-Maurice-et-Lazare,
- Commandeur de l’Ordre de l'Aigle rouge.

- Membre d'honneur (1865) de l'Académie des sciences, belles-lettres et arts de Besançon.

## Armoiries
| Figure | Blasonnement |
|        | Armes des Duchesne de Gillevoisin Parti : au 1, de gueules, au bourdon de pèlerin de sable, chargé de trois coquilles d'argent et flanqué vers le haut de deux étoiles du même; au 2, coupé, a) de gueules, à la branche de chêne d'argent en bande (baron membre du collège électoral), b) d'azur, à trois glands, tigés et feuillés d'or, surmontés d'une étoile du même. |
|        | Armes des ducs de Conegliano D'azur à une main d'or, mouvante d'une aile d'argent et tenant une épée du même. |